# Степаков, Владимир Ильич
Влади́мир Ильи́ч Степако́в (31 мая [13 июня] 1912, Калуга — 28 мая 1987) — советский партийный деятель, дипломат, доктор исторических наук (1968). Член ВКП(б) с 1937 года.

## Биография
Родился 31 мая (13 июня) 1912 года в Калуге в семье служащего.
В 1927—1932 годах работал в Калуге, затем в Архангельской области слесарем и лесорубом.
В 1935 году окончил в Туле Высшую коммунистическую сельскохозяйственную школу.
В 1935—1937 годах служил в Красной армии.
В 1937—1940 годах — в аппарате Наркомата тяжёлой промышленности, позже в  аппарате Наркомата путей сообщения.
В 1941—1944 годах — начальник цеха завода.
В 1944—1952 годах — на партийной работе в Москве (2-й, 1-й секретарь Первомайского районного комитета ВКП(б)). Окончил Московский государственный педагогический институт им. В. И. Ленина (1952). Заместитель начальника Управления МГБ по Московской области (1952—1953).
В 1953—1957 годах — аспирант Академии общественных наук при ЦК КПСС. Кандидат экономических наук (1957, диссертация «Пути улучшения использования основных производственных фондов в промышленности СССР»).
В 1957—1961 годах — заведующий отделом пропаганды и агитации, секретарь, 2-й секретарь МГК КПСС.
В 1961—1964 годах — в аппарате ЦК КПСС. В 1961—1966 годах — член Центральной ревизионной комиссии КПСС.
В 1964—1965 годах — главный редактор газеты «Известия».
В 1965—1970 годах — заведующий Отделом пропаганды и агитации ЦК КПСС. в 1966—1981 — член ЦК КПСС.. Защитил докторскую диссертацию «Проблемы пропаганды марксизма-ленинизма в социалистическом обществе» (1967, в двух томах). По замечанию исследователя Н. А. Митрохина, «активно поддерживал русских националистов, был членом политической „группы Шелепина“. В этой связи в 1970‑м году он был удален из аппарата (как и многие другие члены группы в тот же год)». Формальным поводом для увольнения стала ошибка работников отдела пропаганды, которые в опубликованных Тезисах ЦК КПСС «К 100-летию со дня рождения Владимира Ильича Ленина» приписали Ленину цитату ревизиониста Э. Бернштейна.
С 19 января 1971 года — чрезвычайный и полномочный посол СССР в СФРЮ.
С 1978 года — на пенсии.

Могила В. И. Степакова на Кунцевском кладбище

Скончался 28 мая 1987 года. Похоронен в Москве на Кунцевском кладбище (10 уч.).

## Награды
- орден Ленина (13 марта 1967)
- орден Отечественной войны II степени (6 апреля 1985)
- 2 ордена Трудового Красного Знамени (июнь 1962; 26 августа 1971)
- 2 ордена Дружбы народов (27 декабря 1977; 11 июня 1982)
- медаль «За трудовую доблесть» (11 июля 1960)
- другие медали

## Отзывы
Литературовед, литературный критик, журналист, писатель и публицист Б. Г. Яковлев отмечал: 

Обстановка в Отделе пропаганды складывалась тогда в основе своей творческая, к чему приложили усилия руководители отдела. Заведующий Владимир Ильич Степаков был человеком жёстким, но своим заместителям доверял, более того, полагался на них. Со временем жёсткость уходила, зато крепло в нем чувство интереса к анализу пропагандистской деятельности в стране, осознанию противоречий общественно-политической жизни, заложником которых становилась идеология. Его замы — прежде всего первый из них — Александр Николаевич Яковлев — играли в переоценке ценностей, происходившей в Степакове, очень важную роль.